# 柴田伝之助
柴田 伝之助（しばた でんのすけ、文政11年（1828年） - 明治元年9月19日（1868年11月3日））は、幕末の農民。初名は勇助。

## 経歴・人物
出羽平鹿郡上鍋倉村の農民。平鹿郡西成瀬村熊淵の肝煎石川久右衛門の子で、先代の伝之助の養子。
戊辰戦争の時、明治元年9月9日、久保田藩を攻撃しようとする仙台藩の大砲を仲間と共に奪い自宅に隠す。密告により9月13日に捕えられ、9月19日釈放されたが、同日羽後平鹿郡増田村にて目明し喜惣次によって激しい拷問を受けた末、暗殺される。
同年10月9日平鹿郡十文字村宇野にて妻子と仲間が仇を討つ。のち戊辰戦争における功績として感謝状と賞典米が下賜された。墓は秋田県横手市十文字町にある（柴田傳之助墳墓）。また、明治31年（1898年）に初代市川左團次により、本事件を元にした歌舞伎「名高秋田義民伝」
が上演された。